# NFL 1925
Die NFL-Saison 1925 war die sechste Saison der National Football League (NFL). Meister der Liga wurden die Chicago Cardinals mit elf Siege bei nur zwei Niederlagen.
Mit den Detroit Panthers, New York Giants, den Pottsville Maroons und den Providence Steam Roller traten vier neue Teams an. Die wiedergegründeten Canton Bulldogs nahmen nach einem Jahr Pause wieder an der Meisterschaft teil. Drei Mannschaften aus dem Vorjahr spielten in der Saison 1925 nicht.
Die Pottsville Maroons reklamierten am Ende der Saison den Meisterschaftstitel für sich. Die Maroons hatten von zwölf Spielen zehn gewonnen, während die Chicago Cardinals elf Spiele gewonnen, zwei verloren und ein Spiel unentschieden gespielt hatten.
Da die Maroons die Frankford Yellow Jackets geschlagen hatten, hatten sie ein Anrecht auf ein Freundschaftsspiel mit dem All-Star-Team der University of Notre Dame. In der Folge kam es zu einer Auseinandersetzung mit den Frankford Yellow Jackets, da das Spiel in Philadelphia ausgetragen und damit der Gebietsanspruch dieser Mannschaft verletzt wurde. Als Konsequenz wurden die Maroons von der NFL suspendiert und die Cardinals zum Meister erklärt.
Die Diskussion um die Meisterschaft 1925 dauerte bis in die Neuzeit. Im Jahr 2003 entschied die NFL aufgrund eines einstimmigen Votums der Teambesitzer, die Meisterschaft den Cardinals nicht abzuerkennen. Die Siegquote der Cardinals betrug 0,846 (Unentschieden wurden damals nicht gewertet), wogegen die Maroons auf 0,833 kamen. Die Cardinals sind daher auch nach statistischen Erwägungen Meister der NFL in der Saison 1925.

## Tabelle
| Team                     | S  | N | U | SQ 1  | P+  | P−  | Serie |
| ------------------------ | -- | - | - | ----- | --- | --- | ----- |
| Chicago Cardinals        | 11 | 2 | 1 | 0,846 | 230 | 65  | 2S    |
| Pottsville Maroons       | 10 | 2 | 0 | 0,833 | 270 | 45  | 5S    |
| Detroit Panthers         | 8  | 2 | 2 | 0,800 | 129 | 39  | 1S    |
| Frankford Yellow Jackets | 10 | 4 | 0 | 0,714 | 190 | 169 | 2N    |
| New York Giants          | 8  | 4 | 0 | 0,667 | 122 | 67  | 1S    |
| Akron Pros               | 4  | 2 | 2 | 0,667 | 65  | 51  | 2N    |
| Chicago Bears            | 9  | 5 | 3 | 0,643 | 158 | 96  | 3S    |
| Rock Island Independents | 5  | 3 | 3 | 0,625 | 99  | 58  | 1N    |
| Green Bay Packers        | 8  | 5 | 0 | 0,615 | 151 | 110 | 1S    |
| Providence Steam Roller  | 6  | 5 | 1 | 0,545 | 111 | 101 | 1N    |
| Canton Bulldogs          | 4  | 4 | 0 | 0,500 | 50  | 73  | 1N    |
| Cleveland Bulldogs       | 5  | 8 | 1 | 0,385 | 75  | 135 | 1N    |
| Kansas City Cowboys      | 2  | 5 | 1 | 0,286 | 65  | 97  | 1S    |
| Hammond Pros             | 1  | 4 | 0 | 0,200 | 23  | 87  | 3N    |
| Buffalo Bisons           | 1  | 6 | 2 | 0,143 | 33  | 113 | 4N    |
| Rochester Jeffersons     | 0  | 6 | 1 | 0,000 | 26  | 111 | 5N    |
| Dayton Triangles         | 0  | 7 | 1 | 0,000 | 3   | 84  | 7N    |
| Duluth Kelleys           | 0  | 3 | 0 | 0,000 | 6   | 25  | 3N    |
| Milwaukee Badgers        | 0  | 6 | 0 | 0,000 | 7   | 191 | 6N    |
| Columbus Tigers          | 0  | 9 | 0 | 0,000 | 28  | 124 | 9N    |